# Laurence Equilbey
Laurence Equilbey, née le 6 mars 1962 à Paris, est une cheffe d'orchestre française. Elle a fondé trois ensembles (Accentus en 1991, le Jeune Chœur de Paris en 1995, Insula orchestra en 2012) qui lui ont valu une grande notoriété nationale et internationale.

## Biographie

### Jeunesse et formation
Laurence Equilbey passe son enfance à Fribourg-en-Brisgau (Forêt-Noire) avec des parents mélomanes qui chantent dans une chorale. À onze ans, quand elle revient à Paris, elle commence à apprendre le piano, puis, pensionnaire à la Légion d'honneur, elle joue de la guitare et de la flûte et chante.
Elle entre au CNSMD de Paris dans la classe de Betsy Jolas tout en suivant des études supérieures à la Sorbonne. Elle continue sa formation à Vienne et en Scandinavie − notamment auprès d'Eric Ericson, de Jorma Panula − et à Londres, avec Denise Ham et Colin Metters.

### Carrière musicale
En 1991, elle fonde à Paris le chœur de chambre Accentus avec lequel elle rencontre un succès important. Cet ensemble vocal se consacre à la promotion de la musique a cappella et de l'oratorio, principalement autour des répertoires allant du milieu du XVIIIe siècle à la musique contemporaine. Ce chœur gagne plusieurs compétitions.
En 1995, elle crée le Jeune Chœur de Paris (JCP), un nouveau chœur pour jeunes entre 16 et 24 ans. Le chœur gagne en 1999 le concours du Florilège vocal de Tours, et la deuxième place du concours Guido d'Arezzo.
En 2002, le chœur devient partie d'un centre de formation pour jeunes chanteurs (de 16 à 28 ans) : le département supérieur pour jeunes chanteurs (DSJC), au sein du Conservatoire à rayonnement régional de Paris. Ce centre de formation s'adresse particulièrement à de jeunes adultes et débouche sur un diplôme de jeune chanteur. Elle dirige ce chœur jusqu'en 2010 avec Geoffroy Jourdain, puis laisse sa place à Henri Chalet. Elle en conserve la codirection artistique jusqu'en 2016.
Elle fonde le programme européen Tenso en 2004, avec de grands ensembles vocaux européens, afin de développer l'art vocal en Europe. Cette collaboration a permis l'échange de partitions, le coaching de jeunes chanteurs et de jeunes compositeurs. En 2007, avec l'appui de la fondation Orange, elle investit pour créer le e-tuner, un clavier portatif manipulable « à l'aveugle » qui permet d'aider les chanteurs a cappella à trouver la justesse au quart de ton et au tiers de ton dans des environnements sonores difficiles.
Laurence Equilbey crée en 2012 l'ensemble Insula orchestra avec le soutien du conseil départemental des Hauts-de-Seine. Cet ensemble, qui joue sur instruments d'époque et interprète la musique du siècle des Lumières, est en résidence à La Seine musicale sur l'Île Seguin à Boulogne-Billancourt depuis l'inauguration du lieu en avril 2017. Directrice artistique d'Insula orchestra, elle est chargée de la programmation de la saison invitée de l'ensemble. L'orchestre a enregistré de nombreux disques depuis sa création, et joue dans toute l'Europe.

### Décorations
- 4 juin 2008 :  Chevalière de la Légion d'honneur[7]
- Chevalier de l'ordre royal de l'Étoile polaire[4]
- 13 novembre 2011 :  Officière de l'ordre national du Mérite[8]
- 1er avril 2012 :  Commandeure de l'ordre des Arts et des Lettres[9]

## Collaborations
Laurence Equilbey collabore avec de nombreux orchestres (Lyon, Leipzig, Liège, Salzbourg, Brussels Philharmonic, Akademie für Alte Musik Berlin, Concerto Köln...), en concert ou à l'opéra, et avec ses partenaires privilégiés, l'Orchestre de chambre de Paris et l'orchestre de l'Opéra de Rouen-Haute-Normandie où elle est en résidence avec Accentus. Elle est en compagnonnage avec la Cité de la musique et la Salle Pleyel et est artiste associée de l'Orchestre de chambre de Paris ainsi que du Grand Théâtre d'Aix-en-Provence et enregistre sur le label Naïve. Elle a assuré la création d'une centaine d’œuvres musicales. 
Passionnée d'art contemporain, elle travaille à des projets réunissant la musique et les plasticiens. En 2009, sous le pseudonyme d'Iko, elle est à l'origine du projet Private domain qui réunit des musiciens issus du domaine classique et de la musique électronique, comme la chanteuse Émilie Simon. Le spectacle est créé dans la cathédrale Saint-Étienne lors du Printemps de Bourges 2009, avec Rosemary Standley, du groupe Moriarty.
Sur les scènes lyriques, Laurence Equilbey a notamment dirigé La Création de Joseph Haydn mise en scène par La Fura dels Baus, La Nonne sanglante de Charles Gounod, Der Freischütz de Carl Maria von Weber mis en scène par la compagnie de magie nouvelle 14:20, Fidelio de Ludwig van Beethoven en 2022 mis en scène par David Bobée

## Discographie
- 1994 - Francis Poulenc, Maurice Ravel : Œuvres chorales
- 1999 - Pierre Hugard : Missa Redde mihi laetitiam
- 1999 - Francis Poulenc : Œuvres sacrées
- 2003 - Thierry Machuel : Psalm, œuvres profanes pour chœur a cappella
- 2003 - Transcriptions (enregistrement récompensé par un Grammy Award)
- 2004 - Johannes Brahms : Un requiem allemand
- 2005 - Wolfgang Amadeus Mozart : Grande messe en ut mineur
- 2006 - Johannes Brahms, Robert Schumann : chœurs a cappella
- 2006 - Transcriptions 2
- 2007 - Franz Liszt : Via crucis
- 2008 - Gabriel Fauré : Requiem
- 2008 - Transcriptions Accentus
- 2008 - Antonín Dvořák : Stabat Mater
- 2010 - Strauss a cappella
- 2011 - Philippe Manoury : Inharmonies
- 2011 - Félix Mendelssohn : Christus ; Cantates chorales
- 2012 - Fauré, Dusapin, Brahms : Requiems ; Haydn : Les Sept Dernières Paroles du Christ ; Transcriptions
- 2014 - Mozart : Requiem
- 2015 - Félicien David : Le Désert
- 2015 - Bruno Mantovani : Voices
- 2015 - Christoph Willibald Gluck : Orfeo et Euridice
- 2017 - Mozart : Messe du couronnement ; Vêpres solennelles d'un confesseur
- 2017 - Franz Schubert : Nacht & Träume [lieder avec orchestre]
- 2017 - Niels Wilhelm Gade : Comala
- 2018 - Ludwig van Beethoven : Concertos pour piano n° 4 et n° 5
- 2019 - Beethoven : Fantaisie chorale ; Triple concerto
- 2020 - Mozart : Magic Mozart (Erato)
- 2021 - Louise Farrenc : Symphonies 1 & 3 (Erato)
- 2022 - Mozart : Lucio Silla (Erato)

## Prix et distinctions
- 2000 : Personnalité musicale de l'année 2000 par le Syndicat professionnel de la critique dramatique et musicale[11].
- 2002 : Victoire de la musique classique de l'ensemble vocal de l'année avec Accentus[12].
- 2003 : Grand Prix Antoine Livio de la Presse musicale internationale[13].
- 2005 : Victoire de la musique classique de l'ensemble vocal de l'année avec Accentus[12].
- 2006 : Passeport « créateur sans frontières » pour la musique classique et contemporaine remis par Culturesfrance.
- 2008 : Victoire de la musique classique de l'ensemble vocal de l'année avec Accentus[12].

### Filmographie
- Figure humaine, documentaire de Cécile Patingre, 48 minutes, 2009.
- Haydn, Die Schöpfung (La Création de Haydn), 2018[réf. nécessaire].